# William Henry Dean
William Henry Dean (6 februari 1887 - 2 mei 1949) was een Brits waterpolospeler.
William Henry Dean nam als waterpoloër eenmaal deel aan de Olympische Spelen; in 1920. In 1920 maakte hij deel uit van het britse team dat het goud wist te veroveren.
Charles Bugbee · 
William Henry Dean · 
Christopher Jones · 
William Peacock · 
Noel Purcell · 
Paul Radmilovic · 
Charles Sydney Smith